# Екзогенність
Екзоге́нність (з дав.-гр. ἔξω — «зовні», і γένος — «породження») — це ознака дії або об'єкту, що походять з чогось зовнішнього. Екзогенність протиставляють ендогенності — ознаці впливу зсередини системи.
- В економічній моделі, екзогенні зміни — це такі зміни, які приходять ззовні моделі, і їх не можна пояснити моделлю. Наприклад, у простих моделях попиту і пропозиції, зміна споживацьких смаків не пояснюється моделлю і призводить до ендогенних змін у попиті, які ведуть до змін ціни ринкової рівноваги.
- У лінійній регресії, екзогенна невідома не залежить від випадкової величини в лінійній моделі.
- У географії, екзогенні процеси мають місце ззовні Землі й інших планет.

Так само екзогенні процеси можна знайти в біології, філософії, дослідженнях відеоігор і психології.